# 卵叶雪山报春
卵叶雪山报春（学名：Primula elizabethiae）为报春花科报春花属下的一个种。

## 扩展阅读
- 維基物種上的相關：卵叶雪山报春